# Pojelce
Pojelce es un pueblo ubicado en la gmina Biała Podlaska, distrito de Biała Podlaska, voivodato de Lublin, Polonia.

## Superficie
Cuenta con una superficie de 5,650 kilómetros cuadrados.

## Demografía
Hasta 2011 la población era de 213 habitantes, con una densidad de población de 37,70 habitantes por kilómetro cuadrado. Estaba conformada por 114 hombres (53,5%) y 99 mujeres (46,5%), según el censo de la Oficina Central de Estadística.